# الجبابرة
الجبابرة هي إحدى بلديات ولاية البليدة وتتبع لـ دائرة مفتاح. تقع في الشمال الشرقي على بعد 50 كم من مقر الولاية وتبعد عن الجزائر العاصمة حوالي 37كم.
هي بلدية ريفية جبلية كان عدد سكانها 2 444 نسمة في عام 1998 ، وحسب إحصاءات عام 2008 فقد بلغ عدد سكان الجبابرة 3 403 نسمة. تتواجد هذه البلدية بمرتفعات الأطلس البليدي وتقع بها قمة جبل تاشت الشاهقة والتي تفوق 1200 متر، كما أنها تشهد وتيرة نمو متسارعة من خلال مشاريع البناء والتهيئة والبنى القاعدية.
تتكون المدينة من الأحياء التالية :
- النقاقبة
- الموحمو
- سيدي بختي
- تالا حدادن
- البياضة
- الجماعية
- القاليز
- أولاد ارجم
- الجبابرة التحاتة
- المعدن. سياخن. العمارشية.الردخة.الجبلبرة الفلقة. ماوري.حي 18 مسكن